# Kenzi
Kenzi (též kenuzi nebo mattokki) je východosúdánský jazyk, kterým se mluví v jižním Egyptě. Řadí se mezi núbíjské jazyky, což je podskupina právě východosúdánských jazyků.
Počet mluvčích je asi 50 000.
V ISO 639-3 má kenzi kód xnz.
Kenzi má dva hlavní dialekty, které se od sebe natolik liší, že se dají považovat za dva odlišné jazyky. Momentálně ovšem probíhá výzkum.